# NGC 2417
NGC 2417 est une vaste galaxie spirale située dans la constellation de la Carène. NGC 2417 a été découverte par l'astronome britannique John Herschel en 1836.

## Caractéristiques
Sa vitesse par rapport au fond diffus cosmologique est de 3 346 ± 10 km/s, ce qui correspond à une distance de Hubble de 49,35 ± 3,46 Mpc (∼161 millions d'al).
À ce jour, une quinzaine de mesures non basées sur le décalage vers le rouge (redshift) donnent une distance de 43,080 ± 5,766 Mpc (∼141 millions d'al), ce qui est à l'intérieur des valeurs de la distance de Hubble. Notons cependant que c'est avec la valeur moyenne des mesures indépendantes, lorsqu'elles existent, que la base de données NASA/IPAC calcule le diamètre d'une galaxie et qu'en conséquence le diamètre de NGC 2417 pourrait être d'environ 64,6 kpc (∼211 000 al) si on utilisait la distance de Hubble pour le calculer.
La classe de luminosité de NGC 2417 est II-III et elle présente une large raie HI.

## Groupe de NGC 2369
NGC 2417 fait partie d'un groupe de galaxies d'au moins 6 membres, le groupe de NGC 2369. Outre NGC 2417 et NGC 2369, les autres galaxies du groupe sont NGC 2369A (PGC 20640), IC 2200, NGC 2381 et IC 2200A (PGC 21062).